# Монте (Виченца)
Монте је насеље у Италији у округу Виченца, региону Венето.
Према процени из 2011. у насељу је живело 82 становника. Насеље се налази на надморској висини од 596 м.